# Баранова, Наталья Петровна
Баранова Наталья Петровна (Головатая) — белорусский общественный деятель, учёная. Кандидат педагогических наук, доцент.

## Биография
Родилась 23 июня 1950 году. В 1960 семья переехала в Лиду, где закончила среднюю школу № 1 в 1967 году. Высшее образование получила в 1974 году, окончив Минский государственный педагогический институт иностранных языков по специальности «английский и немецкий языки». Более пяти лет Наталья Петровна представляла Республику Беларусь в Совете Европы в комитете по образованию, где участвовала в разработке проекта, посвящённого современным иностранным языкам. В период с 1995 года по 2020 год была ректором Минского Государственного Лингвистического университета. Благодаря инициативе Натальи Петровны в университете впервые в Беларуси была введена подготовка специалистов по межкультурным коммуникациям, создана Кафедра ЮНЕСКО «Решение вопросов мира и толерантности через изучение языков и гражданское образование». С 2012 г. член Совета Республики V созыва. Работает по линии межпарламентского союза и входит в комитет женщин-парламентариев. Осенью 2015 года удостоена почётного звания «Минчанин года». 29 ноября 2018 года посол Франции в Беларуси наградил Наталью Петровну орденом Академических пальм. 20 октября 2020 года Наталья Петровна была уволена с должности ректора МГЛУ.